# Balblair
Balblair est une distillerie de whisky située à Edderton dans le Ross-shire en Écosse, à proximité de l’estuaire du Dornoch, juste un peu à l’ouest de Glenmorangie. Elle est la deuxième plus ancienne distillerie écossaise toujours en activité.
La distillerie a été fondée en 1790 par John Ross sur le site d’une de ces très nombreuses distilleries clandestines qui transforment les surplus de grain en alcool. À partir de 1798, Ross, tout en gardant la ferme d’origine, fait de la distillation son activité principale. La distillerie restera la propriété de la famille Ross jusqu’en 1894.
En 1872 la distillerie prend une autre dimension : les bâtiments existants sont transformés en entrepôts, et une nouvelle distillerie est construite juste à côté.
En 1894 la distillerie est vendue à Alexander Cowan. C’est lui qui va véritablement donner un essor industriel à Balblair et en même temps entraîner sa perte en 1911 après une faillite provoquée par l’augmentation des taxes sur l’alcool en Écosse. En 1915 la distillerie est fermée et tous ses whisky vendu.
Au cours de la Seconde Guerre mondiale, les bâtiments servent de lieu de garnison pour les militaires.
En 1947, Robert Cumming, un notaire de Banff rachète la distillerie, organise son agrandissement et la modernise.  Pratiquement toute la production de Balblair sert alors à la fabrication de blends comme le Ballantine’s. C’est justement le fabricant de ce blend, l’assembleur canadien Hiram Walker, qui rachète la distillerie en 1970.
La distillerie est, depuis 1996, la propriété de InverHouse Distillers Ltd, une entreprise d’ assemblage qui possède aussi Speyburn-Glenlivet, Knockdhu, Old Pulteney et Balmenach.
Inverhouse, en plus de la fabrication de ses blends qui absorbe la majeure partie de la production locale, lance alors toute une gamme de single malts de très grande qualité : Balblair développe des saveurs épicées et fumées. C’est un whisky puissant aux saveurs épicées et fumées qui développe avec le temps des notes fruitées et florales.

## Versions actuellement disponibles
- Balblair 1997
- Balblair 1989
- Balblair 1975
- Balblair 1987 single cask pour La Maison du Whisky
- Balblair 1985 single cask pour La Maison du Whisky
- Balblair 2002
- Balblair 2003
- Balblair 2005

## Dans la culture populaire

### Cinéma
- Dans le film La part des anges (Angel's share) de Ken Loach, sorti en 2012, la distillerie où est filmée la vente de whisky est celle de Balblair.